# Tanaoneura darwini
Tanaoneura darwini är en stekelart som beskrevs av Lasalle 1987. Tanaoneura darwini ingår i släktet Tanaoneura och familjen Tanaostigmatidae.
Artens utbredningsområde är Costa Rica. Inga underarter finns listade i Catalogue of Life.